# Гарибов, Бахман Фархад оглы
Бахман Фархад оглы Гарибов (азерб. Qəribov Bəhman Fərhad oğlu; род. 1962) — судья Верховного суда Азербайджана.

## Биография
Родился в 1962 году. В 1993 году окончил юридический факультет Бакинского государственного университета.
С 1991 по 1992 год являлся начальником канцелярии Союза юристов Азербайджана.
С 1992 по 1994 год являлся научным работником НИИ судебной экспертизы и проблем криминалистики и криминологии Азербайджана.
С 1994 по 1996 год являлся заместителем начальника управления законодательства Министерства юстиции Азербайджана.
С 1997 по 1998 год являлся начальником Сумгаитского отдела государственной регистрации юридических лиц Министерства юстиции Азербайджана.
Судья Конституционного суда Азербайджана (14 июля 1998 — 2010).
С 2011 по 2019 год являлся начальником отдела аналитики и систематизации законодательства Верховного суда Азербайджана.
С 2019 по 2020 год являлся начальником отдела обобщения судебной практики и анализа судебной статистики Верховного суда Азербайджана.
Судья Коммерческой коллегии Верховного суда Азербайджана (с 5 мая 2020).

## Награды
- Медаль «Прогресс» (11 февраля 2023)[3]